# Жизнеописание Эдуарда Второго
«Жизнеописание Эдуарда Второго» (лат. Vita Edwardi Secundi) — латинская хроника, созданная, вероятно, в 1326 году неизвестным английским средневековым историком, современником Эдуарда II. «Жизнеописание…» охватывает события с 1307 до ноября 1325 года.
Самая ранняя из сохранившихся версий «Жизнеописания…» — копия Томаса Хирни, снятая им в 1729 году с рукописи, предоставленной ему Джеймсом Вестом. Оригинал, как предполагают, сгорел несколько лет спустя наряду со многими другими бумагами Веста. Известно, что рукопись происходила из бенедиктинского аббатства Малмсбери, однако неясно, была ли она там создана.
Автор неизвестен, но, судя по тексту «Жизнеописания…», это был высокообразованный человек, не монах, разбиравшийся в современном гражданском праве, возможно преклонного возраста. Автор, сторонник баронской оппозиции, тем не менее достаточно объективен в изображении Эдуарда II. Работа над «Жизнеописанием…» была прервана внезапно, вероятно из-за смерти хрониста. Денхольм-Янг отождествлял автора с адвокатом из Херефордшира, служившим у графа Херефорда, Джоном Валвейном (ум. 1326). Согласно предположению профессора К. Дж. Дживен-Вильсона, хроника создавалась последовательно на всём протяжении правления Эдуарда II.

## Издания
- Noël Denholm-Young, ed (1957). The Life of Edward the Second, by the So-Called Monk of Malmesbury. London: Nelson.
- W.R. Childs, ed (2005). Vita Edwardi Secundi. Oxford: Oxford University Press. ISBN 0199275947.